# Irish stew

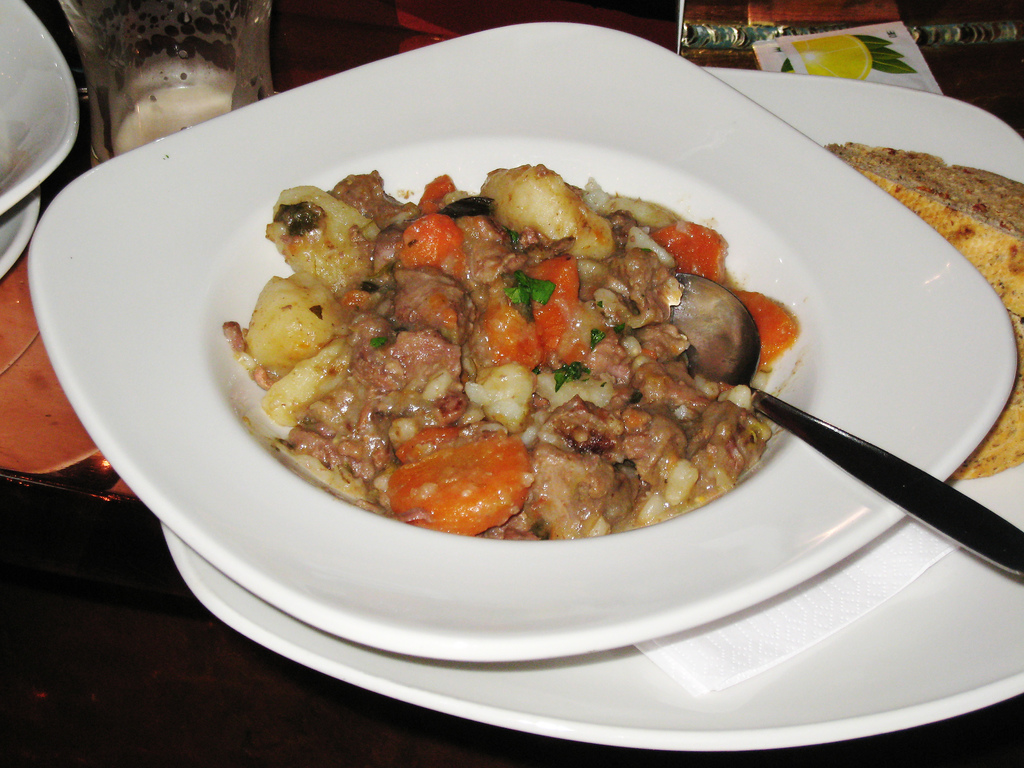
Irish stew

Irish stew (Engels: Irish stew, Iers: stobhach Gaelach) is een traditioneel Iers gerecht.
Het is een stoofpot gemaakt van lamsvlees, schapenvlees of rundvlees, aardappelen, (winter)peen, ui en peterselie.
Ook wordt wel bier toegevoegd, bij voorkeur stout.

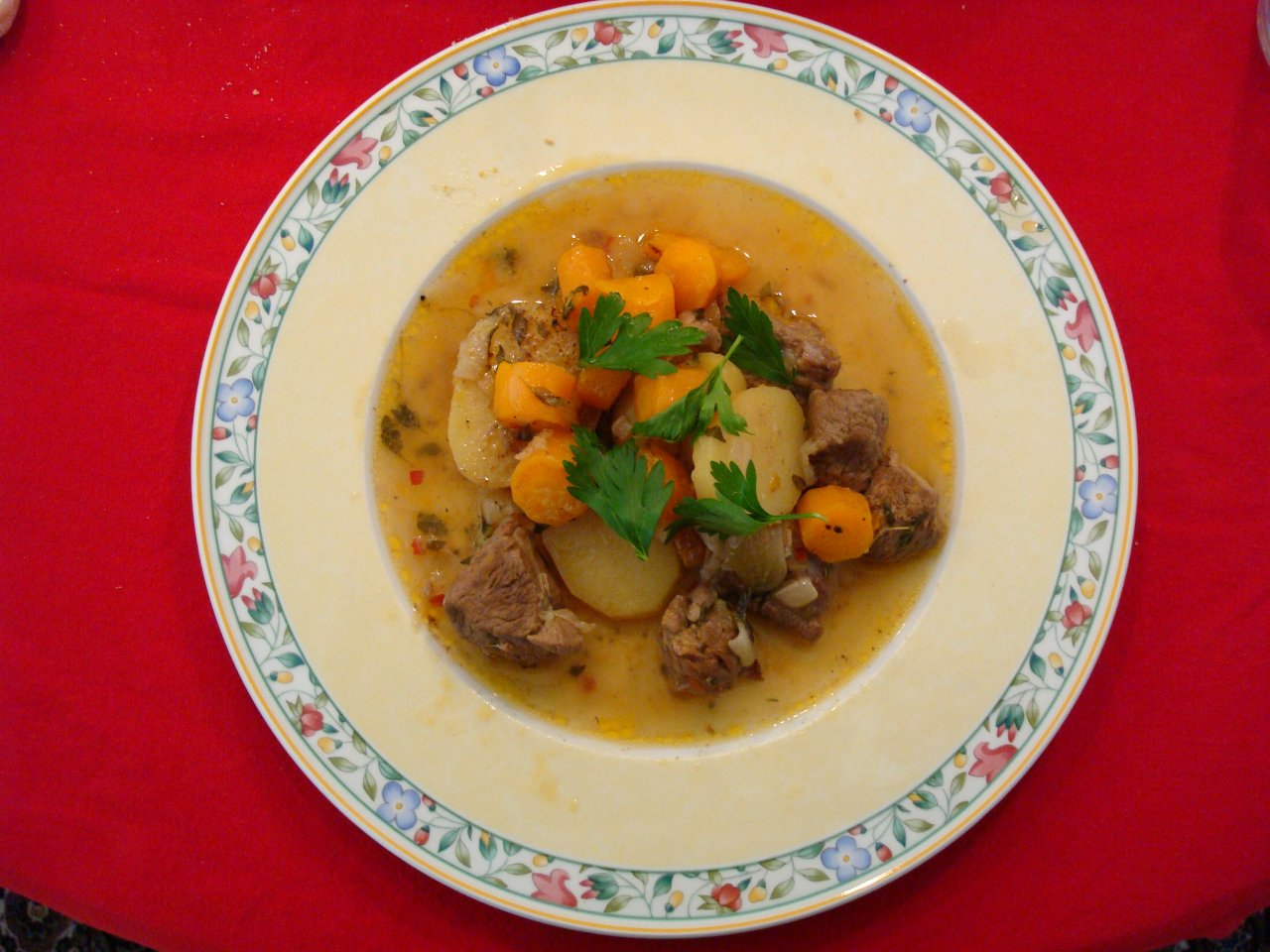
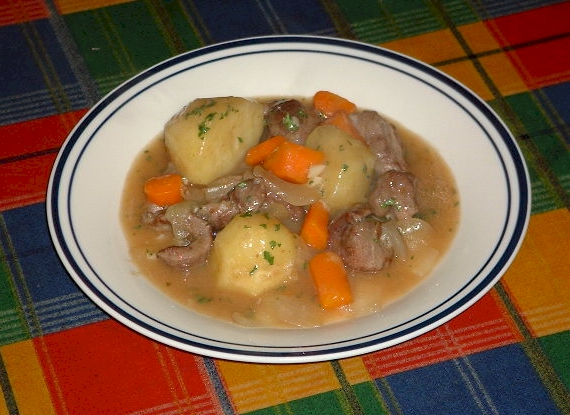